# Gemeinde Cankova
Die Gemeinde Cankova (deutsch Kaltenbrunn, ungarisch Vashidegkút) ist eine aus acht Ortschaften bestehende Gemeinde in der historischen Landschaft Prekmurje, Region Pomurska, in Slowenien.
Verwaltungssitz und Hauptort ist die Ortschaft Cankova.

## Lage
Die Kommune liegt unmittelbar an der österreichischen Grenze. Sie belegt den südwestlichen Teil des Hügellandes von Goričko bis zum Kutschenitza-Bach (slow. Kučnica potok), der die Grenze zur Steiermark markiert, reicht im Osten ins Ledava-Tal mit dem Stausee Ledavsko jezero und hat im Süden Anteile an der weitläufigen durch Mur und Ledava gebildeten Ebene von Ravensko. Das gesamte Gemeindegebiet gehört dem Dreiländerpark Raab-Goričko-Örseg an.
Im Westen berührt das Gemeindegebiet den Bezirk Südoststeiermark und ist über die drei Grenzübergänge Cankova – Zelting, Korovci – Goritz und Gerlinci – Pölten mit diesem verbunden.

## Ortschaften
Die Gemeinde besteht aus den folgenden Ortschaften (hinter den heutigen Ortsnamen sind die amtlichen ungarischen Exonyme von 1890 in Klammern angeführt):
- Cankova
- Domajinci (ung. Dombalja[3])
- Gerlinci (ung. Görhegy[4])
- Gornji Črnci (ung. Királyszék[3])
- Korovci (ung. Károlyfa, dt. Karlsdorf[5])
- Krašči (Lendvakirályfa)
- Skakovci (ung. Szécsenyfa, dt. Skakofzen[5])
- Topolovci (Jegenyés)

## Sehenswürdigkeiten
- Ledava-See

## Nachbargemeinden
|            | Rogašovci                                   |         |
| Österreich | Kompassrose, die auf Nachbargemeinden zeigt | Puconci |
|            | Tišina                                      |         |

## Geschichte
Das Gebiet war ursprünglich Teil der Stadtgemeinde Murska Sobota. Im Jahr 1995 wurde die Gemeinde Cankova-Tišina gegründet, die bis 1999 bestand, als Tišina eine eigenständige Gemeinde wurde.